# Ypsilon1 Hydrae
Zhang eller Ypsilon1 Hydrae (υ1 Hydrae, förkortat Ypsilon1 Hya, υ1 Hya) är en ensam stjärna belägen i den mellersta delen av stjärnbilden Vattenormen. Den har en skenbar magnitud på 4,12 och är synlig för blotta ögat där ljusföroreningar ej förekommer. Baserat på parallaxmätning inom Hipparcosuppdraget på ca 12,4 mas, beräknas den befinna sig på ett avstånd på ca 264 ljusår (ca 81 parsek) från solen.

## Nomenklatur
År 2016 anordnade International Astronomical Union en arbetsgrupp för stjärnnamn (WGSN) med uppgift att katalogisera och standardisera riktiga namn för stjärnor. WGSN fastställde namnet Zhang för Ypsilon1 Hydrae i juni 2017 och det ingår nu i IAU:s Catalog of Star Names.

## Egenskaper
Ypsilon1 Hydrae är en gul till orange jättestjärna av spektralklass G6/8 III. Den har en beräknad massa som är ca 3,3 gånger större än solens massa, en radie som är ca 15 gånger större än solens och utsänder från dess fotosfär ca 162 gånger mera energi än solen vid en effektiv temperatur av ca 5 200 K.
Okayama Planet Search-teamet publicerade år 2005 ett dokument som rapporterade undersökningar om radiella hastighetsvariationer observerade för en uppsättning jättar av spektraltyp G och meddelade upptäckten av en brun dvärg i omlopp kring Ypsilon1 Hydrae. Omloppsperioden för följeslagaren är ca 4,1 år och den har en hög excentricitet på 0,57. Eftersom banans lutning till siktlinjen från jorden är okänd kan endast en nedre gräns bestämmas för massan, som är minst 49 gånger massan hos Jupiter.[7]